# 萊米塔爾 (新墨西哥州)
萊米塔爾（英語：Lemitar）是位於美國新墨西哥州索科羅縣的普查規定居民點。

## 人口
根據2020年美國人口普查的數據，萊米塔爾的面積為3.55平方千米，皆為陸地。當地共有人口346人，而人口密度為每平方千米97.46人。